# Campeonato Tocantinense de Futebol de 1991
O Campeonato Tocantinense de Futebol de 1991 ou Copa Tocantins de Futebol Amador de 1991 foi a terceira edição da principal competição estadual de futebol amador no Tocantins.
O pouco que se sabe desse certame é que foi vencido pelo Kaburé.
A equipe bicampeã estadual amadora em 1991 foi a seguinte: Edinaldo, Elinho, Paixão, Rubinho e Martins; Juscelino, Babal e Giordany; Wilsinho, Paulo Dias e Josa. Técnico: Carlucio Divino. Presidente: Ewaldo Borges de Resende.

## Premiação
| Campeonato Tocantinense de 1991                      |
| ---------------------------------------------------- |
| Kaburé Esporte Clube Campeão (2º título era amadora) |